# Sayula de Alemán
Sayula de Alemán är en stad i Mexiko.   Den ligger i kommunen Sayula de Alemán och delstaten Veracruz, i den sydöstra delen av landet, 500 km öster om huvudstaden Mexico City. Sayula de Alemán ligger 82 meter över havet och antalet invånare är 11 059.
Terrängen runt Sayula de Alemán är platt, och sluttar österut. Runt Sayula de Alemán är det ganska tätbefolkat, med 108 invånare per kvadratkilometer. Närmaste större samhälle är Acayucan, 9,0 km nordost om Sayula de Alemán. Omgivningarna runt Sayula de Alemán är en mosaik av jordbruksmark och naturlig växtlighet.